# Pagan Babies
Pagan Babies var en grupp som startades i mitten av 1980-talet i Portland, Oregon av Kat Bjelland (senare bland annat Babes in Toyland) och Courtney Love (senare i Hole). Snart värvades också basisten Janis Tanaka och trummisen/pianisten Deirdre Schletter. Gruppen varade bara under några få månader.

## Medlemmar
- Courtney Love – sång[4]
- Kat Bjelland – sologitarr, körsång[4]
- Janis Tanaka – basgitarr[2]
- Deidre Schletter – trummor, piano
- Jennifer Finch – basgitarr[4]

## Diskografi
EP
- 1986 – Pagan Babies